# بخش رم (شهرستان اشتابولا، اوهایو)
بخش رم (به انگلیسی: Rome Township) یک منطقهٔ مسکونی در ایالات متحده آمریکا است که در شهرستان آشتابولا، اوهایو واقع شده‌است.
 بخش رم ۶۲٫۴ کیلومتر مربع مساحت و ۱٬۸۱۲ نفر جمعیت دارد و ۲۶۲ متر بالاتر از سطح دریا واقع شده‌است.